# エドモン・ド・シュトウツ
エドモン・ド・シュトウツ（Edmond de Stoutz, 1920年12月18日 - 1997年1月28日）は、スイスの指揮者。
チューリッヒの生まれ。チューリッヒ大学で法学を専攻するも、音楽への情熱を捨てられず、チューリッヒの音楽院でピアノ、オーボエ、チェロなどを学んだ。音楽院を卒業後はウィーンなどに遊学し、帰国してからはチューリッヒ・トーンハレ管弦楽団のチェロ奏者及び打楽器奏者としてしばらく在籍し、1945年にチューリッヒ室内管弦楽団を設立し、スイスを代表する室内管弦楽団に育てた。
チューリッヒにて没。

## 註
| スタブアイコン | サブスタブ | この項目は、まだ閲覧者の調べものの参照としては役立たない、クラシック音楽に関連した書きかけの項目です。この項目を加筆・訂正などしてくださる協力者を求めています（P:クラシック音楽/PJ:クラシック音楽）。 |

| スタブアイコン | サブスタブ | この項目は、まだ閲覧者の調べものの参照としては役立たない、音楽関係者（バンド等）に関連した書きかけの項目です。この項目を加筆・訂正などしてくださる協力者を求めています（P:音楽/PJ:芸能人）。 |